# Kristine Sutherland
Pour les articles homonymes, voir Sutherland.
Kristine Sutherland, née le 17 avril 1955 à Boise dans l'Idaho,  aux (États-Unis), est une actrice américaine.

## Vie privée
Elle est mariée depuis 1986 avec l'acteur John Pankow et a une fille, Eleanore.

## Filmographie

### Cinéma
- 1986 : L'Affaire Chelsea Deardon : une secrétaire
- 1989 : Chérie, j'ai rétréci les gosses, de Joe Johnston : Mae Thompson
- 2003 : Le Royaume des chats de Hiroyuki Morita : La mère de Haru (voix américaine)
- 2007 : Comanche Moon : Elmira Forsythe

### Télévision
- 1984 : Les Enquêtes de Remington Steele : Pamela Johns (Saison 3 Épisode 11)
- 1986 : The Art of Being Nick : Marlene (1 épisode)
- 1994 : Génération musique : Ariel Lange (1 épisode)
- 1997-2003 : Buffy contre les vampires : Joyce Summers
- 2001 : Providence : Joyce Moore (Épisode 20, Saison 4)
- 2010-2011 : On ne vit qu'une fois : Dean McKenzie (4 épisodes)
- 2013 : The Following : Mme Parker (Mère de l'agent Derbra Parker) (Saison 1 Épisode 6)